# كارل توندو
كارل توندو (بالإنجليزية: Carl Tundo)‏ هو سائق راليات كيني بدأ مسيرته في سنة 2002م. كان أول رالي له هو رالي سفاري 2002. تنافس في بطولة العالم للراليات. تسابق في رالي التحدي عبر القارات.